# L'Estela
L'Estela és un poble de cases de pagès disseminades, a l'entorn de l'església parroquial de Santa Maria. Es troba al nord-oest del municipi de Cabanelles (al qual pertany), a la serra que separa el riu Manol de la Muga. Es tracta d'un dels pobles més enlairats de l'Alt Empordà, des del qual hi ha una bona vista de tota la plana i de les muntanyes.
A part de l'església parroquial, a pocs metres del nucli de L'Estela s'hi poden trobar les ruïnes de la capella de Sant Cristòfol, al costat de ponent de les quals s'hi va adossar al mas de cal Magre.
L'Estela era un ens local independent fins a l'abolició de l'Antic Règim Senyorial, a principis del Segle XIX. El 1846 el seu terme va ser incorporat al municipi de Cabanelles. Segons el nomenclàtor de 1860, la seva població estava disseminada en una extensió superficial de 30 km quadrats; al cantó de l'església hi havia dues cases, situades a una distància de 6.673 metres de la capital del terme municipal. Per un altre cantó, el diccionari de Madoz del Segle XIX esmenta que tenia 19 cases disseminades, amb algunes hortes al riu Manol.
Aquest poble ha esdevingut pràcticament deshabitat al Segle XXI.
En vàries ocasions al llarg del Segle XX els habitants de l'Estela han demanat d'unir el seu terme al de Lladó (de forma independent o conjuntament amb tots els termes de l'actual municipi de Cabanelles), però malgrat que hi ha hagut passes administratives rellevants, no s'ha dut a terme el canvi de municipi.